# Longeville-lès-Metz
Longeville-lès-Metz é uma comuna no departamento de Moselle, em Grande Leste, nordeste da França. Em 2010 a comuna tinha 4 057 habitantes (densidade: 1 497 hab./km²).